# Genesis Rock

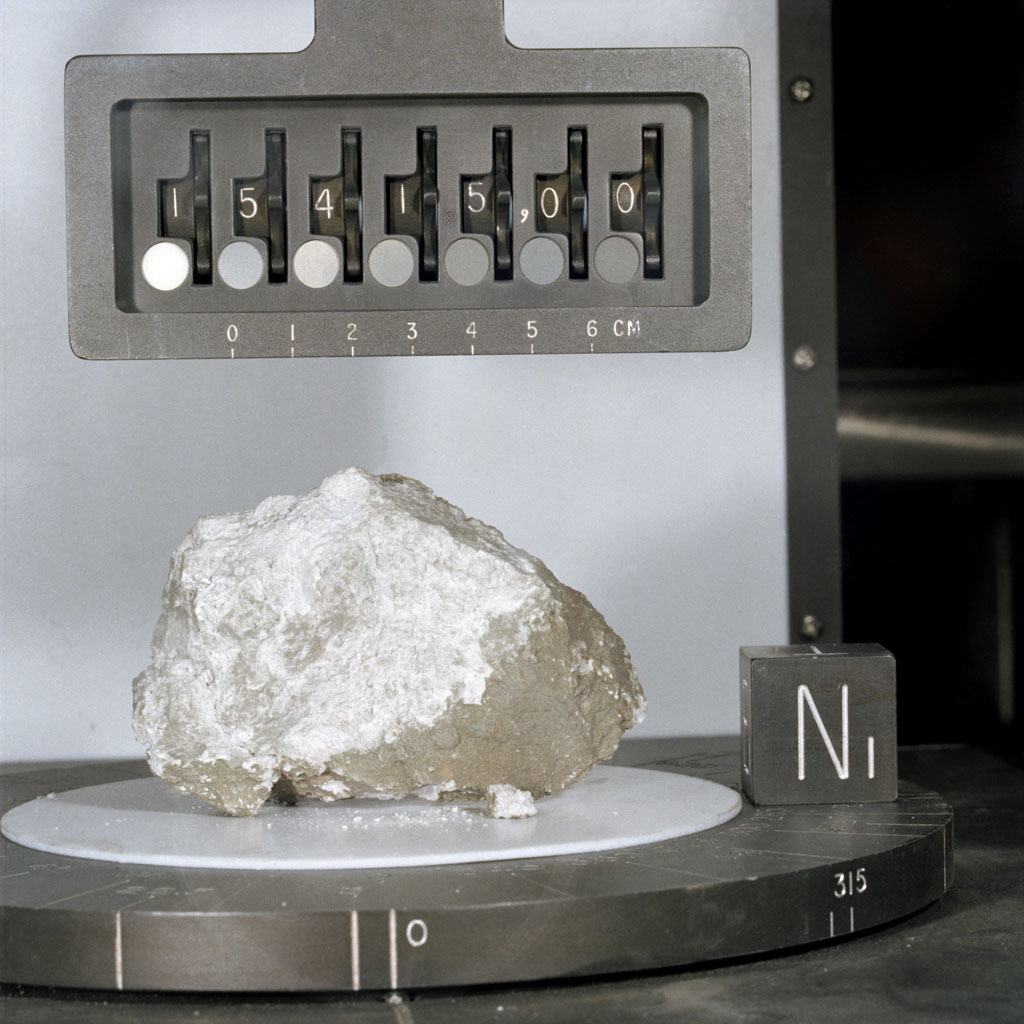
Genesis Rock.

Genesis Rock je kámen, který mezi měsíčními vzorky dopravila na Zem výprava Apolla 15. Chemická analýza zjistila, že se jedná o anortozit a jeho stáří je přibližně 4 mld. let. V době nálezu to byl největší anortozit dopravený z měsíčního povrchu na Zemi.